# Іде Тамео
Іде Тамео (яп. 井出 多米夫, нар. 27 листопада 1908, Сідзуока — пом. 17 серпня 1998) — японський футболіст, що грав на позиції півзахисника.

## Виступи за збірну
Дебютував 1930 року в офіційних матчах у складі національної збірної Японії. У формі головної команди країни зіграв 1 матч. Був учасником Far Eastern Championship Games 1930 року.

## Статистика
Статистика виступів у національній збірній.
| Збірна Японії | Збірна Японії | Збірна Японії |
| Роки          | Ігри          | голи          |
| ------------- | ------------- | ------------- |
| 1930          | 1             | 0             |
| Усього        | 1             | 0             |